# Express AM22
O Express AM22 é um satélite de comunicação geoestacionário russo construído pela NPO Prikladnoi Mekhaniki (NPO PM) em cooperação com a Alcatel Space. Ele está localizado na posição orbital de 80 graus de longitude leste e é de propriedade da empresa estatal Russian Satellite Communications Company (RSCC). O satélite foi baseado na plataforma MSS-2500-GSO (MSS-767) e sua vida útil estimada é de 12 anos. Dos 24 transponders do Express AM22, a Eutelsat locou 12. Estes transponders utilizados pela Eutelsat foi comercializados sob o nome de SESAT 2.

## Lançamento
O satélite foi lançado com sucesso ao espaço no dia 28 de dezembro de 2003, por meio de um veículo Proton-K/Blok-DM-2M a partir do Cosmódromo de Baikonur, no Cazaquistão. Ele tinha uma massa de lançamento de 2.600 kg.

## Capacidade
O Express AM22 é equipado com 24 transponders em banda Ku para fornecer um pacote de serviços de comunicações (TV digital, telefonia, videoconferência, transmissão de dados, acesso à Internet) e para implantar redes de satélites através da aplicação de tecnologia VSAT.

## Cobertura
O satélite pode ser recepcionado no Oriente Médio e na maior parte da Rússia, Europa e Ásia.